# STX (Sportartikelhersteller)
STX (Kurzform des amerikanischen Wortes für Schläger: stick) ist ein Sportartikelhersteller mit Hauptsitz in Baltimore. Das Tochterunternehmen von Wm. T. Burnett & Co. konzentriert sich auf die Herstellung von Lacrosse-Ausrüstung wie Lacrosseschlägern und Schutzausrüstung (Handschuhe, Pads und Augenschutz), fertigt aber auch Hockey- und Golf-Ausrüstung.
Das Unternehmen wurde 1970 von Richard B-C. Tucker, Sr. als STX Inc. gegründet. STX ist der exklusive Lieferant der Lacrosse-Nationalmannschaft der Männer in den USA.

## Erfindungen
In chronologischer Reihenfolge
- Erster synthetischer Lacrosse-Head (oberer Teil des Schlägers) (entwickelt 1966-1970)
- Erster Aluminium-Shaft für Männer- und Damenlacrosse (1973)
- Erstes ineinandergreifendes Netz (1974)
- STXBall, erster Ball für Soflacrosse (1979)
- Der „Excalibur“, erster Head mit offener Seite (1985)
- Der „Arc“, erster Head mit offener Seite beim Damenlacrosse (1998)
- Der „Eclipse“, erster Torwart-Head mit offener Seite (1999)
- Der Crankshaft, erster „Offset“-Shaft (2006)

Unbekanntes Erfindungsdatum (Auswahl)
- Erster Schaft aus zusammengesetztem Material
- Erster Torwarthandschuh mit verstärktem Daumen
- Armschutz aus einem Stück